# USS Decatur (DDG-73)
USS Decatur (DDG-73) je americký torpédoborec třídy Arleigh Burke. Je třiadvacátou jednotkou své třídy. Postaven byl v letech 1995–1997 loděnicí Bath Iron Works ve městě Bath ve státě Maine. Torpédoborec byl objednán v roce 1993, dne 11. ledna 1996 byla zahájena jeho stavba, hotový trup byl spuštěn na vodu 10. listopadu 1996 a 29. srpna 1998 byl zařazen do služby.

## Služba

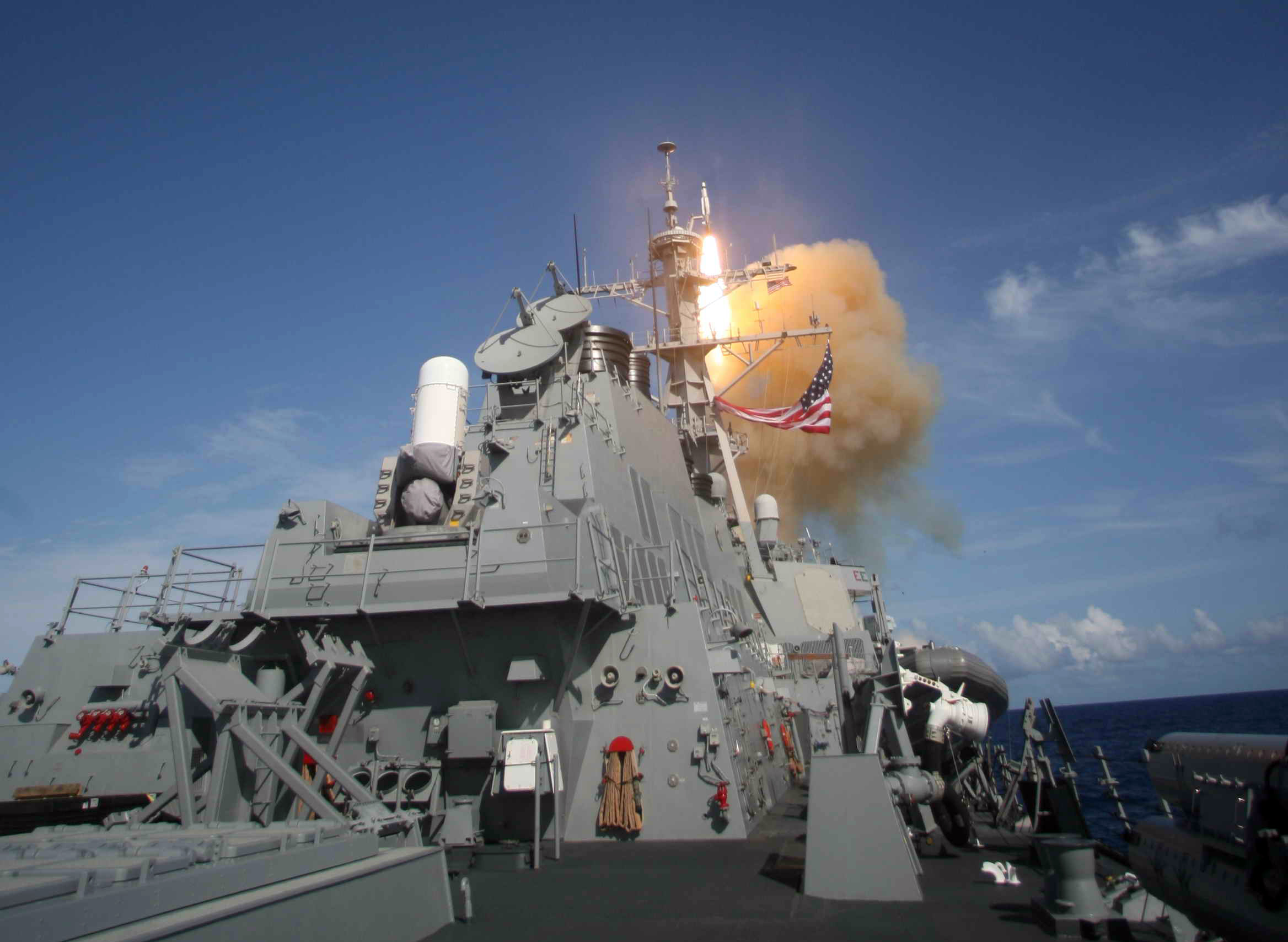
USS Decatur při odpalu střely SM-3

První operační nasazení plavidla proběhlo od ledna do června 2000 v oblasti Pacifiku. Druhé nasazení proběhlo od listopadu 2001 do června 2002 na Středním východě v bojové skupině letadlové lodě USS John C. Stennis. Decatur se podílel na operaci Trvalá svoboda.
Od srpna 2003 do března 2004 byl Decatur zařazen do Expeditionary Strike Group 1 vedené vrtulníkovou výsadkovou lodí USS Peleliu (LHA-5). Torpédoborec podporoval operace Irácká svoboda a Trvalá svoboda.